# Erra (Lüganuse)
Erra is een plaats in de Estlandse gemeente Lüganuse, provincie Ida-Virumaa. De plaats heeft de status van vlek (Estisch: alevik) en telt 140 inwoners (2021).